# Santiago de Wit Guzmán
Santiago de Wit Guzmán (* 5. September 1964 in Valencia, Spanien) ist ein spanischer Geistlicher, römisch-katholischer Erzbischof und Diplomat des Heiligen Stuhls.

## Leben
Santiago de Wit Guzmán trat nach seinem Schulabschluss am Colegio El Pilar ins Priesterseminar in Valencia ein, wo er seine theologische Ausbildung absolvierte. Er empfing am 24. Mai 1989 das Sakrament der Priesterweihe für das Erzbistum Valencia. Er erwarb zudem einen Bachelor-Abschluss in Theologie an der Theologischen Fakultät San Vicente Ferrer in Valencia. An der Päpstlichen Universität St. Thomas von Aquin absolvierte er ein Doktoratsstudium in Kanonischem Recht und trat am 13. Juni 1998 in den Diplomatischen Dienst des Heiligen Stuhls ein. Er durchlief eine Ausbildung an der Päpstlichen Diplomatenakademie und war an den Nuntiaturen in der Zentralafrikanischen Republik, den Niederlanden, Paraguay, Ägypten, der Demokratischen Republik Kongo und Spanien tätig, zuletzt als Nuntiaturrat.
Am 21. März 2017 ernannte ihn Papst Franziskus zum Titularerzbischof von Gabala und zum Apostolischen Nuntius in der Zentralafrikanischen Republik. Vier Tage später ernannte ihn Papst Franziskus zusätzlich zum Apostolischen Nuntius im Tschad. Die Bischofsweihe spendete ihm Kurienerzbischof Paul Gallagher, am 10. Juni desselben Jahres. Mitkonsekratoren waren der Erzbischof von Valencia, Antonio Kardinal Cañizares Llovera, und der Erzbischof von Madrid, Carlos Kardinal Osoro Sierra. Diese Ämter gab er 2023 an Giuseppe Laterza ab.
Am 30. Juli 2022 ernannte ihn Papst Franziskus zum Apostolischen Nuntius in Trinidad und Tobago, Antigua und Barbuda, Belize, Grenada, Saint Kitts and Nevis, St. Vincent und den Grenadinen und Guyana sowie zum Apostolischen Delegaten auf den Antillen.
Am 12. November 2022 ernannte ihn Papst Franziskus zusätzlich zum Apostolischen Nuntius für die Bahamas, Barbados, Dominica, Jamaika und St. Lucia.